# Jazz from Hell
Jazz from Hell è un album di Frank Zappa pubblicato il 15 novembre 1986.

## Descrizione
Interamente strumentale e di impostazione rock-jazz, è stato registrato con il sintetizzatore Synclavier, eccetto il brano St. Etienne.
Zappa nel 1988 ha vinto un Grammy Award come miglior performance rock strumentale con questo album.
Un fatto inusuale su questo album fu che ricevette dalla RIAA l'adesivo Parental Advisory per contenuti espliciti, anche se l'album è completamente strumentale.
Questo è dovuto al titolo della quinta traccia (G-Spot Tornado), ove G-Spot è la zona erogena femminile chiamata in italiano Punto G.

## Tracce
Tutti i brani sono composti e arrangiati da Frank Zappa.
1. Night School – 4:47
2. The Beltway Bandits – 3:25
3. While You Were Art II – 7:17
4. Jazz from Hell – 2:58
5. G-Spot Tornado – 3:17
6. Damp Ankles – 3:45
7. St. Etienne – 6:26
8. Massaggio Galore – 2:31

## Artista
- Frank Zappa - chitarra, Synclavier

## Altri musicisti
- Steve Vai - chitarra ritmica, chitarra
- Ray White - chitarra ritmica, chitarra
- Tommy Mars - tastiere
- Bobby Martin - tastiere
- Ed Mann - percussioni
- Scott Thunes - basso elettrico
- Chad Wackerman - batteria

## Classifiche
| Classifica (2021) | Posizione massima |
| ----------------- | ----------------- |
| Grecia            | 75                |